# Collection
Collection kompilacijski je album hrvatske pop pjevačice Nine Badrić, kojeg 2003. godine objavljuje diskografska kuća Croatia Records.
Kompilacija sadrži čitavu do tada objavljenu Nininu glazbenu karijeru, a sastoji se od sedamnaest skladbi. Na kolekciji se također nalazi i skladba "Ja sam vlak", koju je Nina otpjevala u duetu s pjevačicom Emilijom Kokić.

## Popis pjesama
1. "Godine nestvarne"
2. "Da li ikada"
3. "Ja sam vlak"
  - Miro Buljan – Stevo Cvikić – Miro Buljan
4. "Ja za ljubav neću moliti"
  - Ilan Kabiljo – Nina Badrić - Faruk Buljubašić Fayo
5. "Budi tu"
6. "I'm so excited"
7. "Trebam te"
8. "Još i sad"
  - Ilan Kabiljo – Nina Badrić - Miroslav Drljača Rus - Ante Pecotić
9. "Na kraj svijeta"
  - Ante Pecotić
10. "Tko si ti"
  - Adonis Ćulibrk Boytronic – Nina Badrić – Davor Devčić
11. "Nije mi svejedno"
  - Adonis Ćulibrk Boytronic – Nina Badrić - Alka Vuica – Davor Devčić
12. "Nek ti bude kao meni"
13. "Ako kažeš da me ne voliš"
  - Darko Juranović D'Knock – Nina Badrić
14. "Ostavljam ti sve"
15. "Što učinio si ti"
  - Zdenko Runjić – Darko Juranović D'Knock - Predrag Martinjak P'eggy
16. "Pomiluj jubav moju"
  - Tonči Huljić – Vjekoslava Huljić – Miroslav Lesić
17. "Ne daj mi da odem"

## Vanjske poveznice
- Croart.com - Nina Badrić - Collection